# Evercoss
Evercoss (PT Aries Indo Global, dawniej Cross Mobile) – indonezyjskie przedsiębiorstwo elektroniczne, założone w 2008 roku w Dżakarcie. Zajmuje się produkcją telefonów komórkowych i tabletów, przy czym koncentruje się na tworzeniu urządzeń klasy niższej. 
Dawniej Evercoss był jednym z partnerów Google w ramach programu Android One, mającego na celu udostępnienie tanich telefonów z czystą wersją systemu Android. W ramach współpracy z Google wypuścił na rynek jeden z pierwszych telefonów działających pod kontrolą systemu Android 5.1.
We wrześniu 2013 r. przedsiębiorstwo zmieniło nazwę na Evercoss. Przedsiębiorstwo otworzyło lokalne fabryki w Semarang (prowincja Jawa Środkowa).
W 2012 roku przedsiębiorstwo sprzedało 16 mln telefonów. Marka znalazła się na piątym miejscu w rankingu podsumowującym sprzedaż telefonów w trzecim kwartale 2013 r. w Indonezji.